# Ernst Grünfeld
Pour les articles homonymes, voir Grünfeld.
Ernst Franz Grünfeld (parfois Gruenfeld)  (21 novembre 1893 à Vienne – 3 avril 1962) est un joueur d'échecs autrichien spécialisé dans la théorie des ouvertures et auteur échiquéen. Après la Première Guerre mondiale, il fut pendant une brève période l'un des plus forts joueurs d'échecs au monde.

## Biographie et carrière
Il perd une jambe dans sa jeune enfance marquée par la pauvreté. Cependant, il découvre les échecs, les étudie intensément, et gagne rapidement la réputation d'un joueur talentueux au club d'échecs local, le Wiener Schach-Klub.
La Première Guerre mondiale affecte sérieusement ses chances de rencontrer les meilleurs joueurs d'échecs mondiaux, alors que peu de tournois se déroulent en cette période troublée. Il est réduit à jouer par correspondance et passe beaucoup de son temps à étudier les variantes d'ouvertures. Il commence à rassembler des livres dans une bibliothèque consacrée aux échecs qu'il conservera dans sa petite chambre viennoise jusqu'à sa mort à 68 ans en 1962.
Il a développé une réputation d'expert en ouvertures dans les années 1920 et les succès sur l'échiquier ont vite suivi. Il finit :
- 1er ex æquo à Vienne (1920) avec Xavier Tartakover ;
- 1er à Margate (1923) ;
- 1er à Merano (1924) ;
- 1er ex æquo à Budapest (1926) avec Mario Monticelli ;
- 1er à Vienne (1927) ; il partage la première place aux tournois de Vienne de 1928 et 1933, le premier avec Sándor Takács et le dernier avec Hans Müller ;
- il gagna le tournoi de Mährisch-Ostrau en 1933.
- Il remporte le congrès de la fédération allemande (ancêtre du championnat d'Allemagne) à Francfort en 1923.

À la fin des années 1920 et au début des années 1930, Grünfeld joue au premier échiquier de l'équipe d'Autriche pendant quatre Olympiades d'échecs, sa meilleure année est 1927 avec un score de 9,5/12. Il devient grand maître international (GMI) à la création du titre en 1950.
Il meurt d'obésité à Vienne le 3 avril 1962.

## La défense Grünfeld

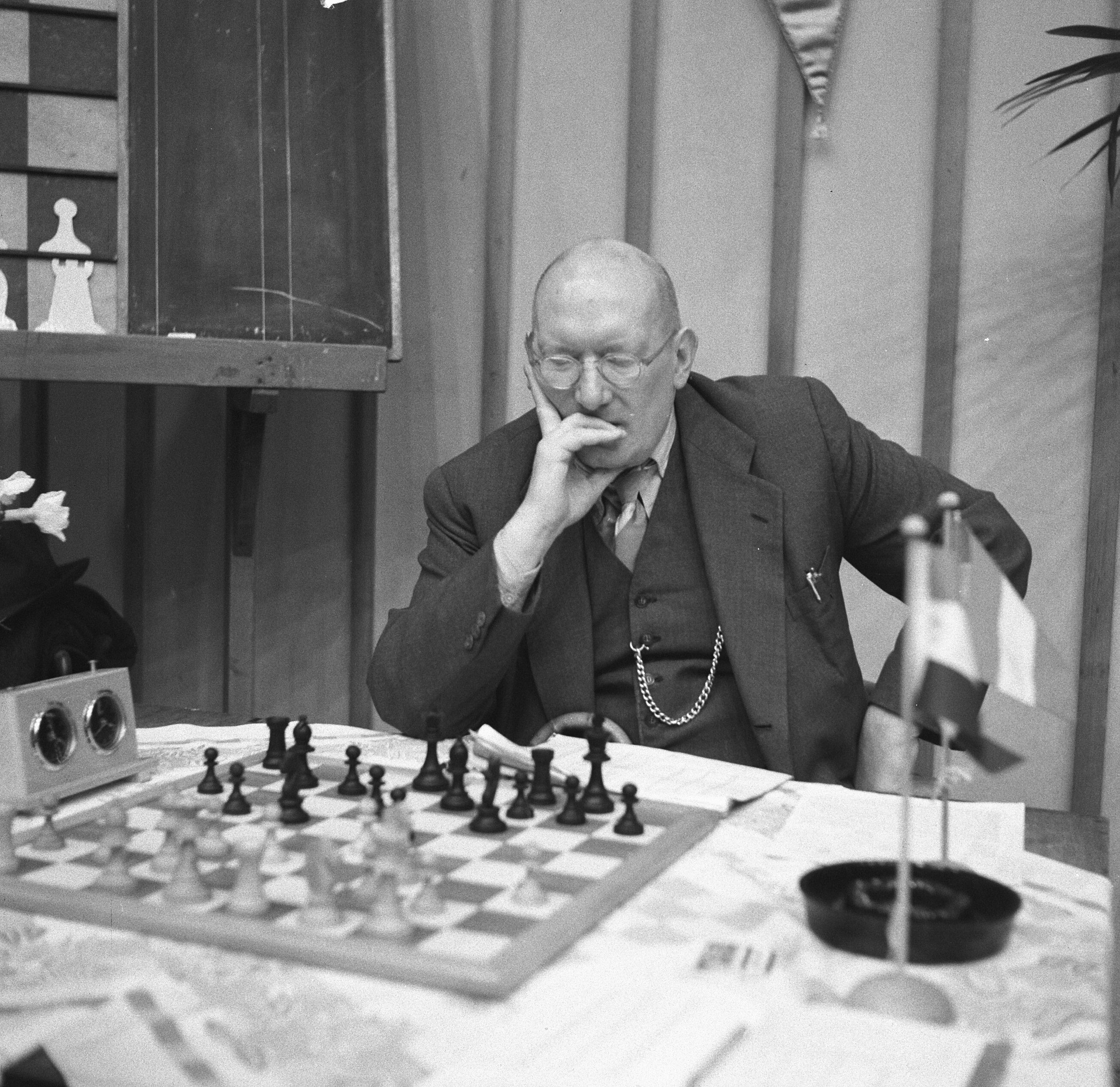
Grünfeld (Wijk aan Zee, 1961)

Pendant le tournoi de Bad Pistyan en avril 1922, Grünfeld introduit sa plus importante contribution à la théorie des ouvertures : la défense Grünfeld. Il a joué cette défense contre Friedrich Sämisch à la ronde 7, annulant en 22 coups avec les Noirs et, la même année, il l'emploie avec succès contre Alexandre Alekhine au tournoi de Vienne.
Ernst Grünfeld a rédigé des articles sur les ouvertures dans de nombreux magazines en Europe. De plus, avant ses 20 ans, il écrit déjà des articles sur la partie espagnole dans un magazine d'échecs local, le Wiener Schachzeitung, et pendant 40 ans, il écrit énormément d'articles sur les ouvertures en Allemagne, en Belgique et en URSS.
Il a publié de nombreux livres, dont notamment The Queen's Pawn Game and the Queen's Gambit Declined (1924) et Taschenbuch der Eroffnungen im Schach (1953).
À la fin des années 1950, Grünfeld joue très peu aux échecs et travaille principalement à sa prodigieuse bibliothèque qui est complètement débordée, remplissant le séjour et tout l'appartement qu'il partage avec sa femme et sa fille.
La carrière de Grünfeld a connu son apogée en 1920 avec un classement par Jeff Sonas estimé à 2 593. Cependant, son style solide, évitant les variantes complexes et une nature à annuler ses parties, ne lui permit pas d'inquiéter les meilleurs mondiaux.
Il a pris modèle sur Akiba Rubinstein et joua exclusivement 1. d4, déclarant qu'il ne faisait pas d'erreur dans l'ouverture. Cependant, il est resté célèbre pour son ouverture éponyme et son expertise sur les ouvertures en général.